# Onuphrius
Onuphrius ou les vexations fantastiques d'un admirateur d'Hoffmann est une nouvelle fantastique de Théophile Gautier publiée pour la première fois en 1832.
Le sous-titre fait référence au conteur allemand E.T.A. Hoffmann, l'un des pères du fantastique très apprécié de Gautier. Selon Pascale McGarry, « le récit a pour enjeu l’exploration des conventions du fantastique et leur mise à distance par l’ironie ».

## Résumé
Onuphrius est Jeune-France et romantique forcené. Les livres de légendes et de sorcellerie à la mode lui ont déjà faussé l'esprit ; les contes d'Hoffmann achèvent de l'égarer.
A-t-il flâné en allant voir sa maîtresse Jacintha ? Lorsqu'il lit l'heure tardive au cadran de l'église Saint-Paul, il imagine que l'esprit malin a poussé les aiguilles. S'est-il mis à peindre? Il explique encore par la malignité du diable les menus incidents qui contrarient son travail. Joue-t-il aux dames? Il se figure qu'un doigt muni d'une griffe dérange l'ordonnance de ses pions. Son sommeil est troublé par des rêves cruels : il croit qu'on l'a enfermé vivant dans un cercueil, qu'on se dispose à le dépecer ; il assiste au triomphe insolent d'un ami perfide qui lui a volé son dernier tableau, sa pièce de théâtre et sa maîtresse.
Bientôt, il devient la victime des plus étranges hallucinations : un reflet sort de la glace où il se mirait et vient libérer ses idées bouillonnantes en lui faisant subir de force l'opération du trépan ; puis, au cours d'une soirée, un dandy emprisonne dans une résille les vers de sa composition qu'il allait déclamer et lui enfourne dans la bouche, avec une spatule, une insipide mixture de poésie rococo ; dans la rue, enfin, un carrosse lui passe sur le corps qui se brise en morceaux qui se ressoudent à quelque distance.
La fièvre s'empare de lui et il sombre dans une folie incurable.